# ミス水戸黄門
ミス水戸黄門（ミスみとこうもん）とは、TBS系列のテレビ時代劇『水戸黄門』の記念行事の一環として視聴者の一般公募の中から選ばれた企画形ミスコンの名称である。

## 企画概要
これまでに番組10周年と第20部の記念に開催されている。一般公募から書類審査などで幾人かに絞った後、『水戸黄門』を放送している系列局ごとにオーディションを行い、そこから代表を選抜する。代表に選ばれるとテレビの『水戸黄門』に出演できる権利が与えられる。そこから更にグランプリを選抜するというもの。

## ミス水戸黄門から生まれた主な著名人
- 山下志麻（第20部記念大会グランプリ受賞、長崎放送代表）
- 彩木優花（第20部記念大会グランプリ受賞、東京放送代表、女優、現在は引退）
- 東風平千香（毎日放送代表、女優）
- 礒葉子（東京放送代表、キャスター）
- 吉井丈絵（北陸放送代表、女優）
- 宮川明子（中部日本放送代表、女優）